# Aphaenogaster espadaleri
Aphaenogaster espadaleri is een mierensoort uit de onderfamilie van de Myrmicinae. De wetenschappelijke naam van de soort is voor het eerst geldig gepubliceerd in 1984 door Cagniant.